# Когалим
Когали́м (рос. Когалым) — місто у складі Ханти-Мансійського автономного округу Тюменської області, Росія. Адміністративний центр Когалимського міського округу.
Залізнична станція на лінії Сургут — Новий Уренгой. З 1991 по 1993 рік мером міста був Сергій Собянін.

## Географія
Місто розташоване на території Сургутського району ХМАО Тюменської області Росії між річками Інгу-Ягун та Кирил-Вис'ягун). Площа території — 20,5 км ².
Назва міста Когалим в перекладі з хантийської мови означає «багно», «болото», «згубне місце».

## Населення
Населення — 58181 особа (2010, 55367 у 2002).

## Історія
Поява міста пов'язана з відкриттям Повховського, Ватьєганського та Тевлінсько-Рускинського нафтових родовищ в Західному Сибіру 1971 року.